# Iridosmium
Iridosmium  ist eine Platinmetall-Legierung und eine seltene Varietät des Minerals Osmium. Iridosmium selbst ist von der International Mineralogical Association als Mineral nicht anerkannt (diskreditiert). Es enthält zusätzlich zu Osmium das chemisch ähnliche Metall Iridium. 
Iridosmium enthält mindestens 55 % Osmium und ist von grau glänzender Farbe mit Gelbstich. Überwiegt in der Legierung dagegen das Iridium, wird die Varietät Osmiridium genannt.

## Fundorte
Fundorte sind in New South Wales und auf Tasmanien, Australien; British Columbia in Kanada; den chinesischen Provinzen Hebei, Sichuan und Tibet, Nová Paka in Tschechien, Peyrolles-en-Provence in Frankreich, Südafrika, Russland und den Vereinigten Staaten (Alaska, Kalifornien, Nevada und Oregon).